# Johann Jakob Schalch

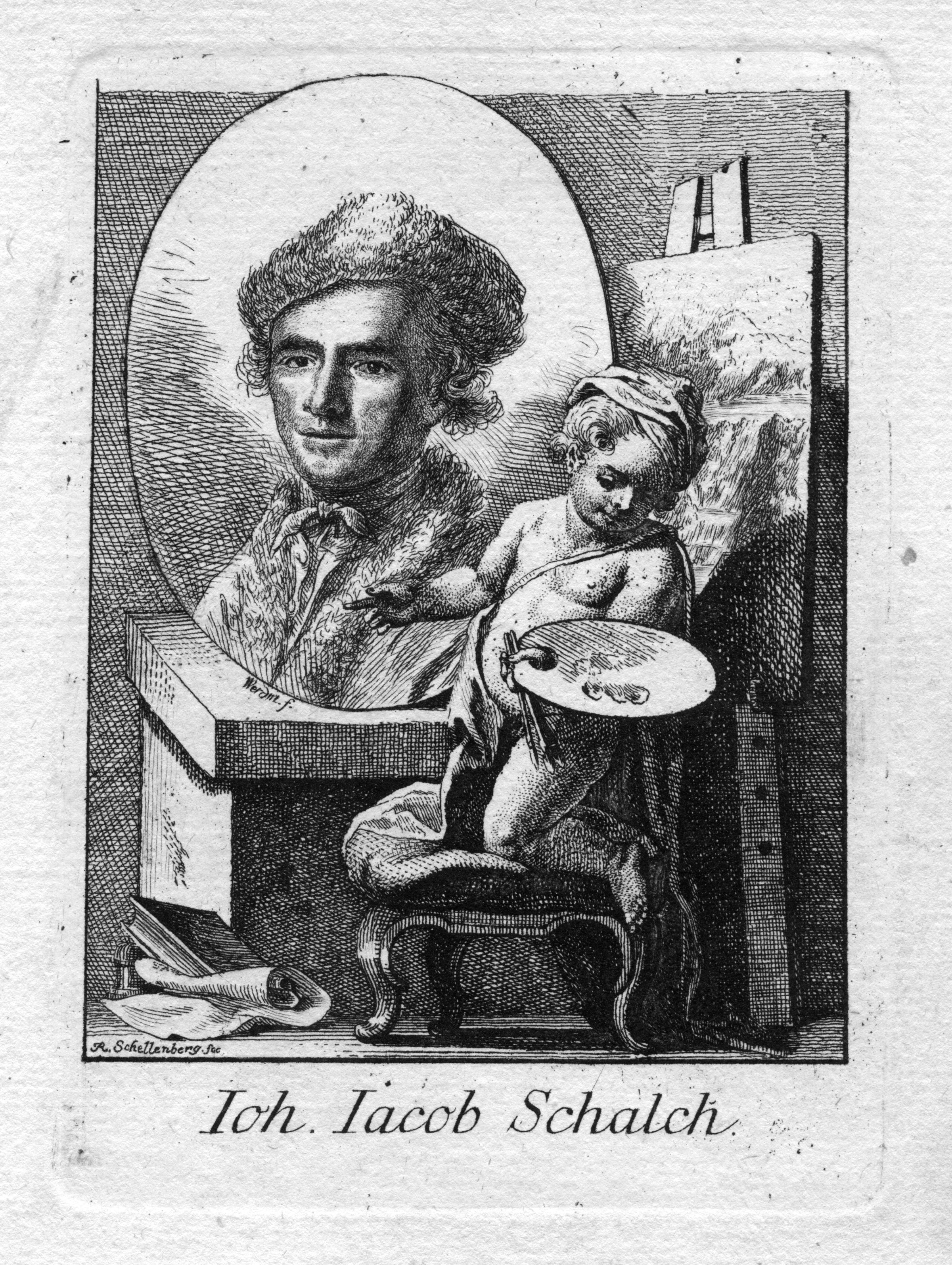

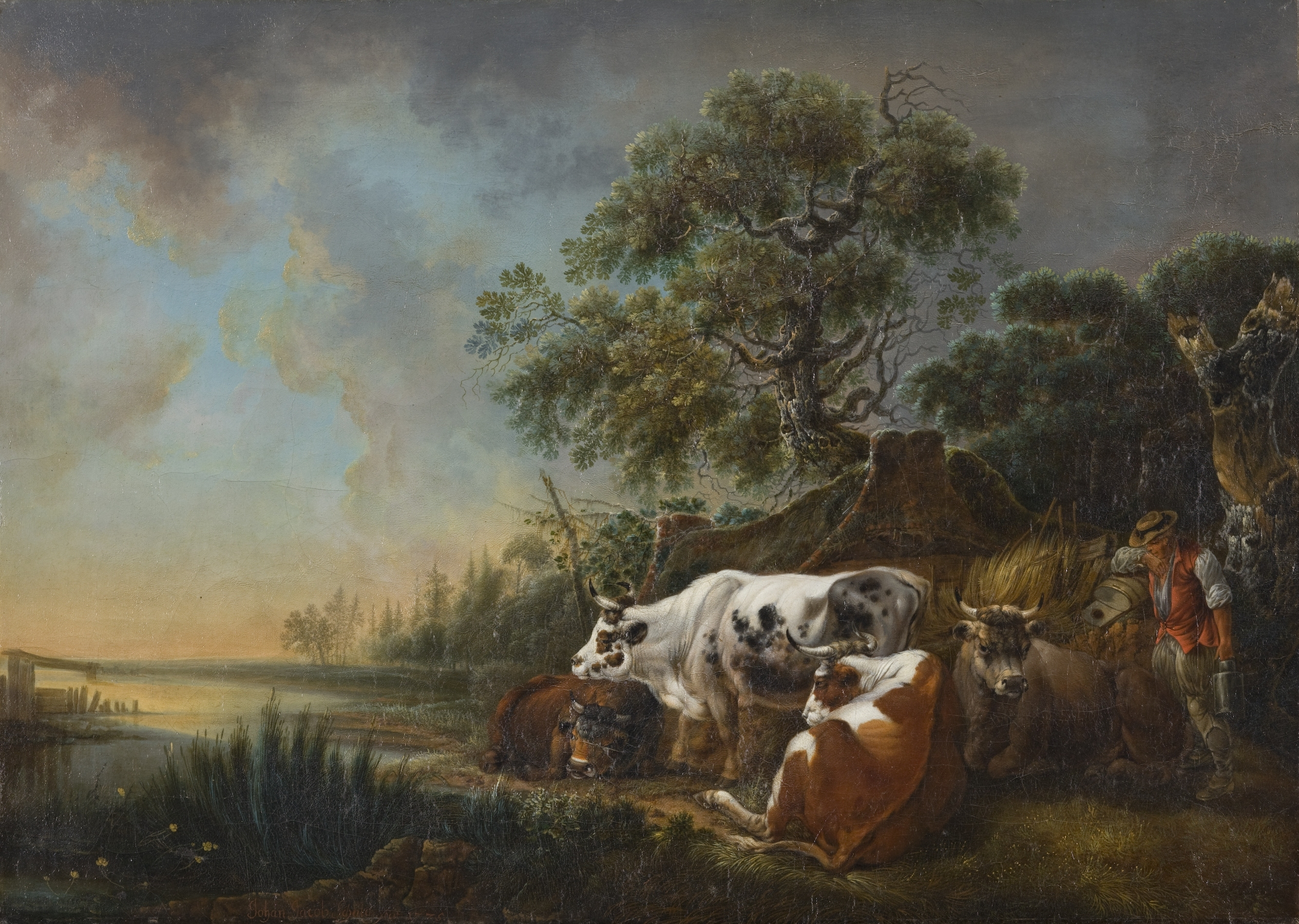
Johann Jakob Schalch: Bauer mit weidenden Kühen am Fluss. 1775

Johann Jakob Schalch (* 23. Januar 1723 in Schaffhausen; † 21. August 1789 ebenda) war ein Schweizer Maler.

## Leben und Werk
Johann Jakob Schalch war Schüler bei Johann Ulrich Schnetzler in Schaffhausen und beim Tiermaler Karl Wilhelm de Hamilton in Augsburg. Schon in jungen Jahren bereiste er Deutschland und Frankreich. 1750 heiratete er in Schaffhausen Maria Oechslin.
1754 zog er nach London, wo er schon bald zum gefragten Maler in die Kreise des Königshofs aufstieg. Seine Spezialität waren Tier- und Landschaftsbilder. In der Royal Collection, der königlichen Gemäldesammlung, befinden sich noch heute mehrere seiner Gemälde. Darunter sind The gardens at Kew und The White House, Kew.
1763 zog Johann Jakob Schalch nach Holland. Dort erreichte er seinen künstlerischen Durchbruch mit dem bekannten Reiterbild des damaligen englischen Gesandten in Den Haag. 1773 kehrte er nach Schaffhausen zurück.
Seine berühmt gewordenen Rheinfall-Bilder, welche durch Stiche weitverbreitet wurden, machten seinen Namen bekannt. Johann Jakob Schalch wurde im Alter zunehmend blind. Er starb 1789 in seinem Landhaus im Durstgraben unweit des Rheinfalls.
Das Schaffhauser Museum zu Allerheiligen besitzt die wohl grösste Sammlung von Werken von Johann Jakob Schalch.